# Armas Toivonen
Armas Toivonen (Armas Adam Toivonen; * 20. Januar 1899 in Halikko; † 12. September 1973 in Helsinki) war ein finnischer Marathonläufer, der 1934 der erste Europameister in dieser Disziplin wurde.
Bei den Olympischen Spielen 1932 in Los Angeles wollte eigentlich Paavo Nurmi im Marathon antreten, der zusammen mit Ville Kyronen und Toivonen Finnland vertreten sollte. Wegen Verstoßes gegen die Amateurbedingungen durfte Nurmi nicht antreten, und so wurde als dritter Finne Lauri Virtanen gemeldet. Der Argentinier Juan Carlos Zabala ging früh an die Spitze des Feldes. Nach der Hälfte des Rennens führte Zabala vor Virtanen und Toivonen. Bei Kilometer 30 ging der Marathondebütant Virtanen an Zabala vorbei, musste jedoch bei Kilometer 37 aufgeben. Zabala gewann den Lauf vor dem Briten Sam Ferris und Toivonen, der nach 2:32:12 Stunden einen Rückstand von 36 Sekunden auf Gold hatte.
Beim Marathon der Europameisterschaften 1934 in Turin traten 15 Läufer an, von denen bei drückender Hitze nur neun das Ziel erreichten. Toivonen ging das Rennen langsam an und überholte erst bei Kilometer 30 den führenden Schweden Thore Enochsson; am Ende gewann er in 2:52:29 Stunden mit über zwei Minuten Vorsprung auf den Schweden. 
Armas Toivonen war 1,71 m groß und wog in seiner aktiven Zeit 59 kg.